# Rössencultuur
De Rössencultuur, ca. 4500–4000 v.Chr., was de westelijke opvolger van de bandkeramische cultuur. De cultuur verspreidde zich ruwweg over een cirkel vanaf de oostelijke oever van de Elbe tot in het noordoosten van Frankrijk, het zuidoosten van Nederland en Duitsland ten noorden van de Donau.
De nederzettingen laten een toename van verdedigingsmaatregelen zien. De kenmerkende langhuizen (waarschijnlijk gebruikt als schuur) van de eerdere bandkeramische cultuur zijn er nog wel, maar nu krijgen ze de vorm van een trapezoïde.

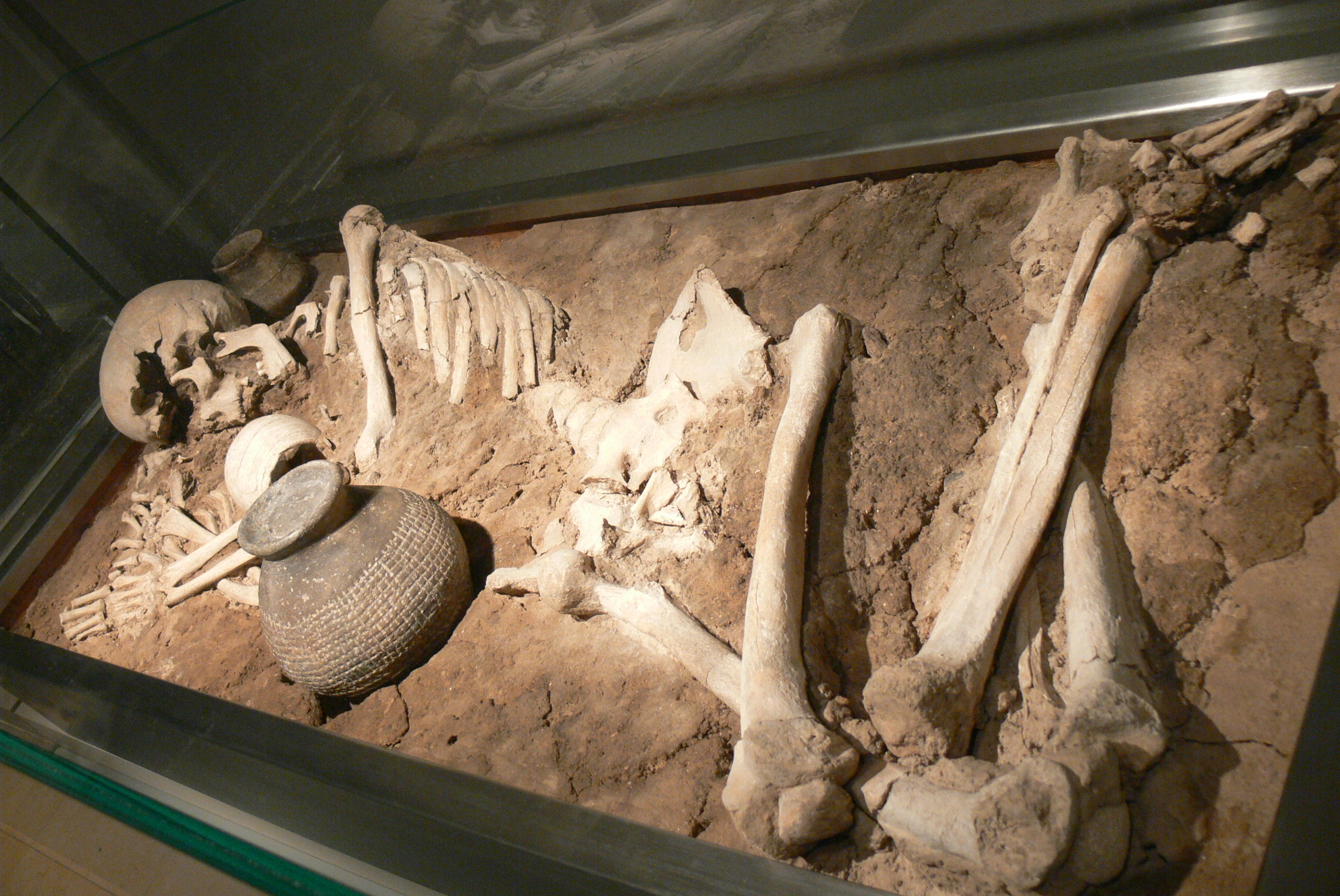
Hurkgraf uit de Rössencultuur

De boeren hadden een gemengd bedrijf en hielden huisdieren. Begrafenissen vonden plaats in naburige begraafplaatsen, de dode werd  met gebogen ledematen of uitgestrekt ter aarde besteld. 
Volgens sommige archeologen zijn de neolithische culturen van Groot-Brittannië en Ierland voortgekomen uit de Rössencultuur.
In Nederland bestond deze cultuur enige tijd naast de Swifterbantcultuur. 